# 814 Tauris
814 Tauris
814 Tauris là một tiểu hành tinh ở vành đai chính. Nó được G. N. Neujmin phát hiện ngày 2.01.1916 ở Simeiz (Krym, Ukraina), và được đặt theo tên Tauris, tên thời xưa của Krym, Ukraina.